# Docosia nigra
Docosia nigra är en tvåvingeart som beskrevs av Landrock 1928. Docosia nigra ingår i släktet Docosia och familjen svampmyggor. Inga underarter finns listade i Catalogue of Life.